# 北韓研究学会
北韓研究学会（ほっかんけんきゅうがっかい）は、韓国の北朝鮮研究者の学会。北朝鮮に関する政治・経済・社会・芸術などあらゆる分野を研究する民間団体。1996年設立。所属研究者は約400人に及ぶ。会長は朴槿恵政権で統一部長官を務めた柳吉在。